# Michael Tiemann

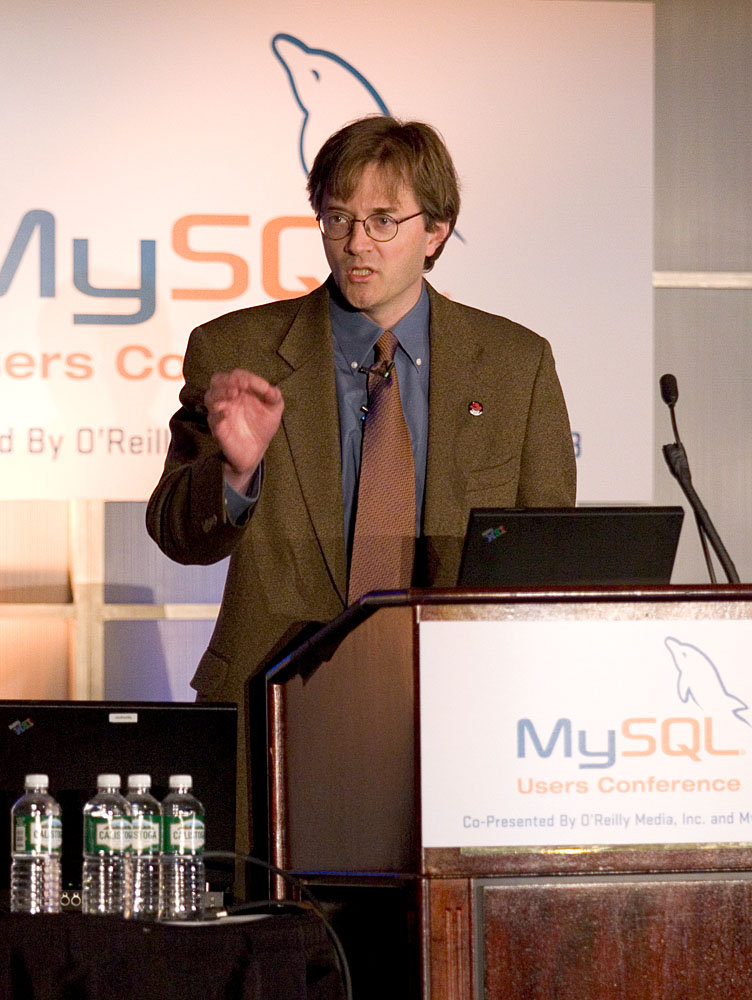
Michael Tiemann na MySQL Conference 2005

Michael Tiemann - autor pierwszego kompilatora C++ w GCC, założyciel obecnego Cygnus Solutions i wiceprezes Red Hata.
Tiemann ukończył University of Pennsylvania w 1986 r. Interesował się wtedy kompilatorami. Po ukazaniu się GCC w 1987 r. przeniósł go na procesor National Semiconductor 32032 a w rok później rozpoczął prace nad G++, kompilatorem C++ dla GCC. Miał także swój wkład w kompilator C z tego samego zestawu oraz w GNU Debugger. W 1989 r. założył firmę Cygnus Support (obecne Cygnus Solutions), a po wykupieniu Cygnusa przez Red Hata znalazł się w kierownictwie także tej firmy.